# بيرني لوي
بيرني لوي (بالإنجليزية: Bernie Lowe)‏ هو منتج أسطوانات وعازف بيانو وكاتب أغاني أمريكي، ولد في 22 نوفمبر 1917، وتوفي في 1 سبتمبر 1993.

## وصلات خارجية
- بيرني لوي على موقع IMDb (الإنجليزية)
- بيرني لوي على موقع ميوزك برينز (الإنجليزية)
- بيرني لوي على موقع قاعدة بيانات برودواي على الإنترنت (الإنجليزية)
- بيرني لوي على موقع أول ميوزيك (الإنجليزية)
- بيرني لوي على موقع ديسكوغز (الإنجليزية)